# Рибно
Рибно (словен. Ribno) насељено место у општини Блед покрајина Горењска. Општина припада регији Горењска.
Налази се на надморској висини 568,5 м. Приликом пописа становништва 2002. године насеље је имало 589 становника.
Месна црква посвећена је Светом Јакову. Првобитно је изграђена у готичком стилу са фрескама које су преостале у презвитеријуму, али је у великој мери обновљена крајем 19. века.